# Gridman Universe
Gridman Universe (グリッドマン ユニバース?) es un largometraje de anime, producido por Studio Trigger. El filme estará centrado dentro del Gridman Universe, que fue originalmente creado por parte de Tsuburaya Productions, a su vez, presenta personajes provenientes de SSSS.Gridman y SSSS.Dynazenon.

## Reparto de voces
| Personaje         | voz en japonés    |
| ----------------- | ----------------- |
| Gridman           | Hikaru Midorikawa |
| Yuta Hibiki       | Yuya Hirose       |
| Rikka Takarada    | Yume Miyamoto     |
| Sho Utsumi        | Soma Saito        |
| Yomogi Asanaka    | Junya Enoki       |
| Yume Minami       | shion wakayama    |
| Koyomi Yamanaka   | Yuichirō Umehara  |
| Chise Asukagawa   | Chika Anzai       |
| Caliber           | Ryōsuke Takahashi |
| Max               | katsuyuki konishi |
| Borr              | Aoi Yuki          |
| Vit               | masaya matsukaze  |
| la madre de Rikka | Mayumi Shintani   |
| Caballero         | kenichi suzumura  |
| El segundo        | Karin Takahashi   |
| Namiko            | suzuko mimori     |
| Hassu             | Akari Kitō        |

## Producción y lanzamiento
La película fue inicialmente anunciada como el nuevo proyecto en cuanto a Gridman Universe y el cual se encontraría siguiendo el final tras SSSS.Dynazenon. En diciembre del 2021, Tsuburaya Productions junto con Studio Trigger dieron la revelación de que esta se encontraria siendo una película anime. La película presenta al equipo el cual se encuentra de regreso, incluyendo al director Akira Amemiya, el escritor de guion Keiichi Hasegawa, el diseñador de personajes Masaru Sakamoto, y al compositor Shiro Sagisu, junto con Studio Trigger, que produjo dos precuelas de SSSS.Gridman en el 2018 y SSSS.Dynazenon en 2021, por lo que sigue la próxima película. La película hizo su lanzamiento en Japón el 24 de marzo de 2023.